# ピーリッジの戦い
ピーリッジの戦い（ピーリッジのたたかい、英: Battle of Pea Ridge、またはエルクホーン酒場の戦い、英: Battle of Elkhorn Tavern）は、南北戦争中の1862年3月7日から3月8日に、アーカンソー州の北西、ベントンビルに近いピーリッジで行われた戦闘である。この戦闘では、サミュエル・カーティス准将率いる北軍がアール・ヴァン・ドーン少将率いる南軍を破った。その結果、実質的に北軍によるミズーリ州支配が固まった。この戦いの特徴の一つは、南軍が北軍より勢力で上回っていた数少ない戦闘の一つということである。

## 背景

### 北軍
1861年後半から1862年初めに掛けて、ミズーリ州の北軍は事実上南軍を州内から追い出していた。1862年春までに北軍のサミュエル・カーティス准将はその南西部軍で南軍をアーカンソー州に追い込もうと考えた。
カーティスはシュガークリークという小さな川に沿って、アーカンソー州ベントン郡に約10,500名の部隊と50門の大砲を移動させた。その部隊は主にアイオワ州、インディアナ州、イリノイ州、ミズーリ州およびオハイオ州出身の兵士で構成されていた。その半分以上はドイツ系移民だった。
カーティスはクリークの北岸に防御に優れた場所を見出し、そこの防御を固め大砲を据えて、予想される南からの南軍の攻撃に備えた。

### 南軍

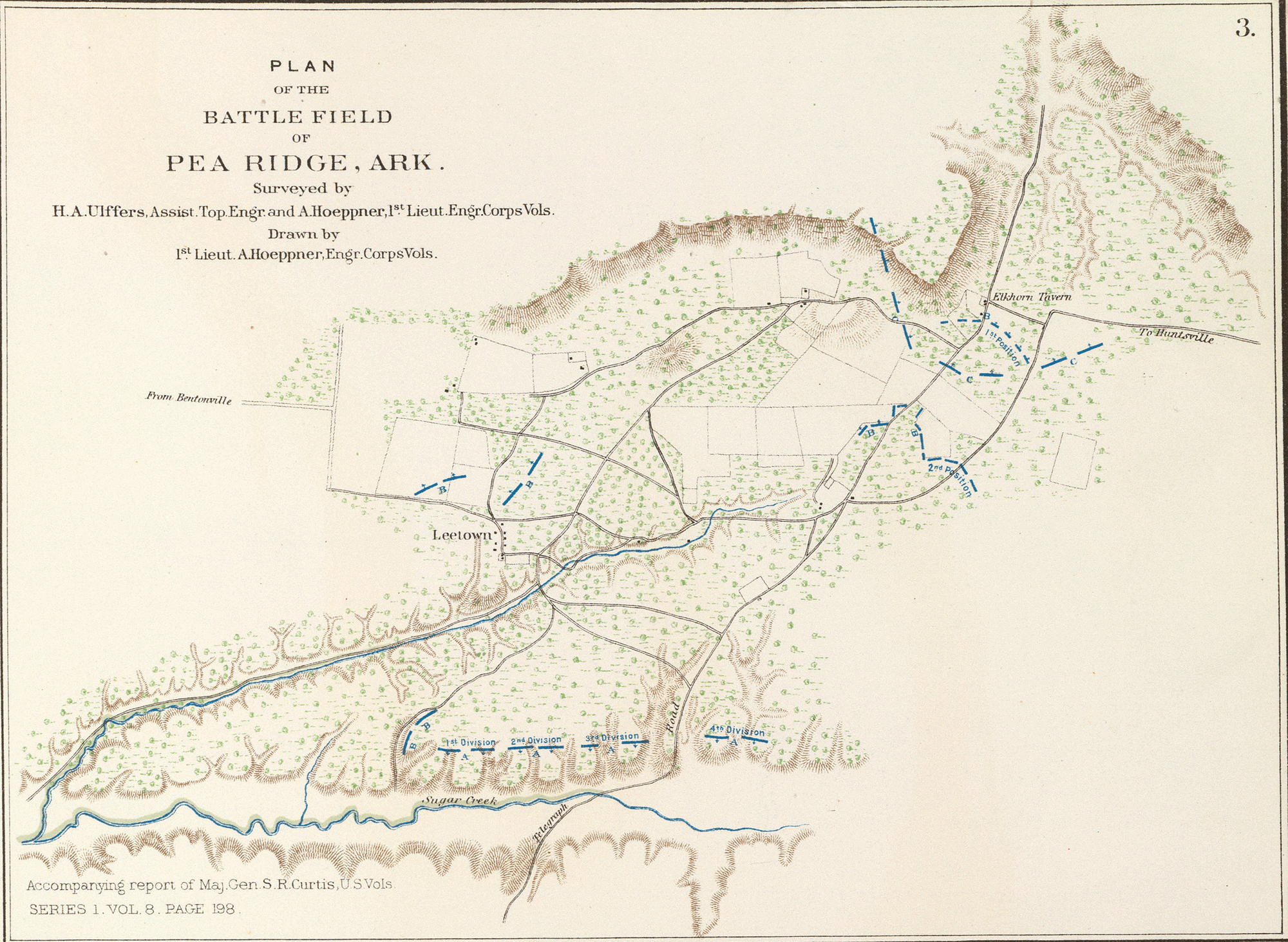
ピーリッジの戦い戦闘配置

南軍のアール・ヴァン・ドーン少将は、ライバル関係にあるミズーリ州のスターリング・プライスとテキサス州のベンジャミン・マカロック各将軍の一触即発状態を鎮めるためにミシシッピ川流域地区軍の全体的指揮官に指名されていた。ヴァン・ドーンの西部軍は総勢16,000名であり、その中にはチェロキー族インディアン800名の部隊、ミズーリ州兵の派遣部隊、テキサス州、アーカンソー州、ルイジアナ州およびミズーリ州の南軍騎兵、歩兵および砲兵が含まれていた。
ヴァン・ドーンは北軍がアーカンソー州に入ってきたことに気付き、カーティスの南西部軍を撃破してミズーリ州への戸口を開けようと考えた。

## 前哨戦
ヴァン・ドーン将軍はカーティスの塹壕陣地を正面から攻撃しようとは思わなかった。1862年3月4日、その軍隊をプライスとマカロックの率いる2つの師団に分け、ベントンビル迂回路に沿って北へ行軍させ、カーティスの背後に回ってその通信線を遮断することを期待した。ヴァン・ドーンは速度を生かすために輜重隊を背後に残したが、この判断は後で重要な結果になった。
南軍はファイエットビルからエルムスプリングスとオーセージスプリングを通ってベントンビルにいたる道を、凍えるような嵐の中、3日間の強行軍で艱難辛苦した。南軍兵の多くは装備が十分でなく裸足であり、雪の中の血の混じった足跡を辿ればその軍隊を見付けられると言われた。南軍は道路に神経を使いながら飢え疲れ切って目的地に到着した。
南軍の問題を複雑にしたのはマカロックの部隊が遅れて到着したことだった。ヴァン・ドーンはマカロックにピーリッジの西端を回り南面にそって東に転じてエルクホーン酒場でプライスの師団と落ち合うように命じた。ヴァン・ドーンとプライスは尾根の北面に沿って東に動きエルクホーン酒場を確保してマカロック隊を待つことになっていた。
この遅れによって、カーティスは後方からの予想していなかった攻撃に対応するためにその軍隊の再配置を始め、ヴァン・ドーン軍の2つの翼の間に自軍を置く時間ができた。

### ベントンビルでの行動
カーティスは斥候やアーカンソー州の北部支持者から警告を受けて、シュガークリーク背後に散開した部隊を急速に集中させた（ワイルド・ビル・ヒコックはカーティスのために偵察しなかったことに注意）。3月6日、ウィリアム・バンデバーの700名の旅団がハンツビルからリトル・シュガークリークまで16時間に42マイル (67 km)という並外れた行軍を行った。
しかし、カーテイスの右側面にいて副指揮官であるフランツ・シーゲルは不注意だった。シーゲルは360名の特別任務部隊を西に派遣した。この部隊は続く3日間の戦闘に参加できなかった。シーゲルはうっかりと南軍が進行している道路から騎兵の偵察隊を引っ込めてもいた。幸運にも、第2ミズーリ連隊のフレデリック・シェファー大佐が独自の判断でその偵察範囲を拡げて隙間を埋めていた。ヴァン・ドーン軍の前衛隊がエルムスプリングス近くでこれら偵察隊の一つにぶつかってしまった時、北軍に警告が発せられた。しかし、シーゲルはベントンビルを出て行くのが遅れたので、その後衛隊は3月6日にヴァン・ドーン軍にあやうく捕まりそうになった。
シーゲルは不可解にも南軍がほとんど到着するまで待ち、その600名の兵士と6門の大砲を北東のカーティスの陣地に繋がる道に後退を命じた。イライジャ・ゲイツが指揮する第1ミズーリ騎兵隊が南からシーゲル隊を攻撃し、その退路を塞ごうとした。ゲイツ隊の急襲で第36イリノイ連隊の1個中隊を捕獲したが、シーゲルの撤退中の兵士が予想に反して集団でぶつかってきたときに多くは解放された。シーゲルはその小さな部隊を何とか使えるようにし、ゲイツ隊に対して血路を開かせたが、ジェイムズ・M・マッキントッシュ准将のしくじりに救われた。
この南軍の将軍はシーゲル隊を北西から包み込み、ゲイツ隊に南から蓋をさせようと考えた。しかし、マッキントッシュはその3,000名の騎兵を誤ってはるか北の道に連れて行った。その道から逸れて3マイル (5 km)行軍した後で東に転じてリトル・シュガークリーク渓谷に至る道路に進ませた。シーゲルの北東に向かう道路とマッキントッシュが東に向かう道路が出逢う所に着いたときは、シーゲル隊がその交差点を通過した直後だった。南軍の追撃を掛ける試みも撃退された。第3テキサス騎兵隊が突撃を掛けたが、シーゲルの主力線に当たって跳ね返っただけだった。南軍は北軍の大砲とライフル銃の突然の銃砲火に曝されて10名が戦死し、約20名が負傷した。

### 地形
カーティスはリトル・シュガークリーク北の崖上の防御陣で電信道路あるいはワイア道路を跨いでその小規模4個師団を配した。このクリークから電信道路は北東にエルクホーン酒場まで延びており、そこで東に向かうハンツビル道路と西に向かうフォード道路と交差していた。エルクホーンからは、北に伸びてクロスティンバー・ホローに降り、ミズーリ州に入る州境を横切っていた。そこからは、北軍の補給線である電信道路が北東のセントルイスまで続いていた。電信道路の北西には、カーティスの崖上陣地とフォード道路のほぼ中間リータウンの小集落があった。カーティスの作戦本部はエルクホーンとリトル・シュガークリークの間のワイア道路上にあるプラットの店に置かれた。

ヴァン・ドーンはベントンビル迂回路を通って北軍の後方に回れると期待した。このためにカーティスの陣地西にあるキャンプ・スティーブンスから出発した。そこから迂回路はピーリッジ台地の北東に繋がっていた。トウェルブコーナー教会の所でフォード道路が分岐し東のエルクホーンに繋がっていた。そこから迂回路は北東に続き、クロスティンバー・ホローの直ぐ北でワイア道路と出逢った。ベントンビル迂回路の南、クロスティンバー・ホローの西およびフォード道路の北は軍隊が通過できないビッグ山があった。
3月6日の夜、グレンビル・ドッジ大佐が幾つかの部隊を率いてベントンビル迂回路を塞いだ。ドッジがこのアイディアをカーティスに提案し、カーティスが認めた。トウェルブコーナー教会とクロスティンバー・ホローの間で木を伐り倒して道路に渡した。その夕刻、プライス師団を先導とするヴァン・ドーン軍はクロスティンバー・ホローに向けた長い行軍を始めた。夜間の行軍はドッジの置いた障害物を払う必要があったが、ヴァン・ドーン軍には工兵がおらず、参謀の動きが悪かったり兵士が疲れていたために遅らされた。

## 3月7日の戦闘

### 接触
ヴァン・ドーンはその2個師団両方がクロスティンバー・ホローに到着するよう計画したが、明け方までにプライス師団の先頭が到着しただけだった。この遅れのために、ヴァン・ドーンはマカロック師団にトウェルブコーナー教会からフォード道路を通り、エルクホーンでプライス師団に落ち合うよう指示した。
北軍の偵察隊が3月7日の朝に南軍2個師団の動きを感知した。カーティスは南軍の主力がどこにいるか分からないまま、ユージーン・A・カー大佐の第4師団からドッジの旅団を北東のワイア道路に進ませ、エルクホーン酒場で第24ミズーリ歩兵連隊を落ち合うようにさせた。カーティスにとって幸運なことに、ドッジはまだ北軍後方に対する脅威を心配しており、その命令には従わず、その旅団をプラットの店のところまで戻した。このことで直ぐにでもエルクホーンを補強することが可能になった。カーティスはまたフォード道路にそって偵察を行うためにピーター・J・オスターハウス大佐の指揮する特別任務部隊を北に送っていた。オスターハウスの部隊は自身の第1師団からニコラス・グルーセル大佐の旅団と、サイラス・バッシー大佐の騎兵隊と12門の大砲で構成された。

### 左翼
マカロック師団はジェイムズ・マッキントッシュ将軍の騎兵旅団、ルイス・エベール大佐の歩兵旅団、およびアルバート・パイク准将のチェロキー旅団で構成された。マカロック師団はフォード道路を西に回り、リータウンという小さな村落で北軍の部隊と遭遇して激しい銃撃が始まった。
衝突が起こって間もなくマカロックとマッキントッシュが戦死し、エベール大佐は捕まえられた。このために南軍の指揮系統が事実上潰れ、その後の混乱の中で実効ある攻撃を組織できなくなった。

#### リータウン
午前11時半、オスターハウスは馬で樹木帯を抜けフォスター農園に行くと、驚くべき光景を目撃した。ほんの数百ヤード向こうのフォード道路をマカロック師団全軍が東に行軍していた。オスターハウスは勝ち目がほとんど無かったものの、その歩兵旅団が配置に着く時間を稼ぐためにバッシーの小さな部隊に攻撃を命じた。北軍の3門の大砲が砲撃を始め少なくとも南軍兵10人を殺した。マカロックはマッキントッシュの3,000名の騎兵を南に回し、攻撃を命じた。大量の南軍兵の攻撃は単に北部兵に群がるだけだった。彼等はバッシー隊にドッと押し寄せ3門の大砲全てを捕獲した。わずかに西では第3アイオワ連隊の2個中隊がチェロキー旅団の待ち伏せに遭い、同じように潰走した。このアイオワ隊の戦死24名に対し負傷17名という異常に高い戦死負傷比は、インディアン戦士が多くの負傷した北部兵を殺したことを暗示している。「何人か、おそらく全部のトリンブルの負傷したアイオワ人は殺され、少なくとも8人は頭皮を剥がれた。」
樹木帯の南にはオバーソンの畑があった。グルーセルにはオバーソンの畑の南側にある森のはずれにその旅団と9門の大砲を据える時間が取れた。サル・ロスが用心深く第6テキサス連隊を率いてバッシー隊を追撃していた。しかし、ロスが畑に乗り入れたとき、その部隊は砲撃を受けて直ぐに後退した。グルーセルは第36イリノイ連隊から散兵2個中隊を選び出して、オバーソンとフォスターの畑の間にある樹木帯の南端に沿ってそれらを配置した。北軍の砲手達は樹木帯越しに山なりの砲弾を発射し始めた。榴弾砲はめくら撃ちだったが最初の砲弾の爆発でチェロキー族を恐怖に陥れ、彼等は急に後退して2度と集められなかった。一方、マカロックはルイス・エベールの4,000名の歩兵旅団に広い前線を組ませ南に送った。エベールは南北に延びるリータウン道路の東にいる4個連隊を統制し、マカロックが道路の西側の4個連隊を指揮した。
このテキサス人将軍は馬で樹木帯に進み自ら北軍の陣地を偵察した。まだ樹木帯の中にいるうちにイリノイ散兵の射程内に入り、心臓を撃たれた。マッキントッシュは直ぐに自分が指揮官になったことに気付いた。しかし、マカロックの参謀達は彼等の人望有る指揮官が死んだことで兵士の士気が落ちることを怖れ、この悪い報せを部下の士官達の多くには報せないでおくという賢明でない決断を下した。
マッキントッシュはエベールや他の誰にも相談せず、自分の元の連隊である第2アーカンソー騎馬ライフル連隊の下馬していた部隊を衝動的に攻撃させた。この部隊が樹木帯の南縁に到達したとき、グルーセル旅団の一斉射撃に見回れ、マッキントッシュは銃弾を受けて落馬し死んだ。そうしている間にまだ師団指揮官になったことを知らないヒーバート大佐が攻撃隊の左翼を率いて南の森に入った。
一方右翼にある連隊の大佐達は独自の判断をせず、後退してエベールからの命令を待った。およそ午後2時だった。フォスター農園への北軍によるめくら撃ちと南軍指揮系統の崩壊により、マカロック師団の士気が崩壊し始めた。
ヒーバートの強力な攻撃は際どいときにジェファーソン・C・デイビスと第3師団に止められた。デイビスは元々エルクホーンに配置されたが、カーティスがオスターハウスの報告を聞いた後でその部隊をリータウンに向かわせた。南軍の4個連隊はジュリアス・ホワイトが指揮するデイビスの先導旅団をほとんど圧倒するところだった。デイビスは騎兵大隊に突撃を命じたが、この攻撃は容易に南軍歩兵隊に跳ね返された。デイビスはトマス・パッティソンの旅団が到着したときに、彼等を森の道に送ってエベールの開いた左側面を包み込むようにさせた。フォスター農園にいる生気のない南軍部隊によって妨げられることもなく、オスターハウスはエベールの右側面を抑え込むことができた。深い森の中での大変激しい戦闘後、南軍は3方から押されてフォード道路まで後退させられた。硝煙が煙る混乱の中でエベールと小さな部隊が右翼の残り部隊とはぐれてしまい、北軍前線の隙間をまごついて森の中で迷ってしまった。その日遅く、北軍の騎兵隊がエベールとその集団を捕獲した。
この時点で、マカロック師団の指揮権は通常ならば第3テキサス騎兵連隊の指揮官エルクナー・グリアに行くはずだったが、その前の指揮の混乱のために、数時間も上官の死や捕虜となったことを知らされなかった。その間にマカロック師団の指揮官の並びからは実質的に外れていたアルバート・パイク准将が午後3時頃にリータウン戦場での指揮を引き継いだ。午後3時半、エベールがまだ森の中で悪戦苦闘している時に、パイクは一番近い連隊を率いて、トウェルブコーナーズ教会までの後退を決めた。この動きが全体的な混乱の中で起き、数隊は戦場に取り残され、ある部隊はキャンプ・スティーブンスに向かって戻り、他の隊はビッグ山を回ってヴァン・ドーン軍の方に向かった。この時点で少なくとも1個連隊は武器を棄て後の回復のために埋めておくことを命じられた。わずか7時間後、グリアが残り部隊の指揮を執り、その時点でパイクの行動を知らされた。当初グリアは戦場に残ることも考えたが、ヴァン・ドーンと相談して、その軍を退きクロスティンバー・ホローにいる軍隊の残りに合流することにした。

### 右翼
ピーリッジの反対側ではヴァン・ドーンとプライスがエルクホーン酒場近くで北軍と遭遇した。ヴァン・ドーンが攻撃を命じ、夜が訪れるまでに南軍は北軍を後退させることができた。電信道路とハンツビル道路を確保し、エルクホーン酒場での北軍通信線を遮断した。マカロック師団の残兵が夜の間にヴァン・ドーン軍に酒場で合流した。

#### エルクホーン酒場
午前9時半、プライス師団の先導隊であるサーナルの騎兵大隊がクロスティンバー・ホローで第24ミズーリ連隊の1個中隊に突き当たった。その後間もなく、北軍第4師団のカーがドッジの旅団を直ぐ後に従えてエルクホーンに到着した。カーは酒場近くの台地の端に北に面して連隊を展開させ、第24ミズーリ連隊は後退させてビッグ山の麓でその左側面を抑えさせた。続いて第1アイオワ大隊の4門の大砲を前面に出して南軍の進軍を遅らせた。
この時点でヴァン・ドーンは大きな誤りを犯した。ヴァン・ドーン軍の使える5,000名の勢力に対してかなり劣っているカーの部隊に突撃するのではなく、慎重になってプライスに十分にその師団を配置するよう命令した。北軍の大砲が火を噴いたとき、ヴァン・ドーンは自軍の大砲にも応じさせた。間もなく南軍の21門の大砲がアイオワ大隊の大砲に猛攻撃を加えた。このときまでにプライスの歩兵がやっと北軍の大砲に向かって丘を上がり始め、積極的な反撃を目指して丘を降ってくるカーの部隊に遭遇した。南軍の前進はエルクホーン近くで止まったが、プライスの左側面部隊はかなり東にあるウィリアムズ・ホローまで進んだ。この部隊が台地に到着すれば、カーの右側面が対応しなければならないはずだった。
午後12時半までにカーの第2旅団であるバンデバー隊がエルクホーンに到着した。カーはこの部隊を直ぐにプライスの右側面への反撃に使った。優勢な南軍が最終的にバンデバー隊を丘の上の方に少しだけ押し返した。午後2時、ヴァン・ドーンはマカロック師団がエルクホーンでプライス師団と落ち合えないことが分かった。この時、ヘンリー・リトルが独自の判断で第1ミズーリ旅団に合図して前進させ、南軍の進軍が丘を覆うようになった。このことでヴァン・ドーンは遂により攻撃的な行動を採る決心をした。プライスが負傷したがまだ左翼の指揮に留まっており、ヴァン・ドーンは右翼の戦術的な指揮を執った。しかし、プライスの師団を攻撃用に再編成するためにより多くの時間が費やされた。一方カーティスは出来る範囲でカーの部隊を援助するために小さな部隊を急行させた。カー自身は踝、首および腕と3カ所も傷を負ったが、戦場を離れることを拒んだ。1894年にカーはこの日の行動で名誉勲章を受けることになった。
午後4時半頃、プライスの左側面部隊がやっとウィリアムズ・ホローから現れたとき、カーの前線は側面攻撃に曝された。右手ではドッジの旅団がクレモン農園での激しい戦闘に耐えた後で崩壊した。左手でも同じくらい激しい戦闘があり、バンデバー隊は着実に酒場からさらに後方へ押し込まれていた。中央ではリトルがその部隊を率いて北軍大砲の砲口に迫っていた。バンデバー隊は何度もその陣地を後方にずらすことを繰り返された後、酒場からは4分の1マイル (400 m)南のラディック農園で南軍の圧力を止めた。そこでドッジ隊、アレクサンダー・S・アスボスの第2師団の一部およびカーティスと合流した。午後6時半、カーティスは簡単な反撃を試みたが、暗くなったのでその部隊を呼び戻した。

## 3月8日の戦闘

### 夜
暗くなると気温が急降下し、両軍の兵士にとって大変不快な夜になった。カーティスは夜の間にデイビスの第3師団をラディック農園に呼びつけた。デイビス隊が到着するとカー隊の左手に付けられた。シーゲルは第1および第2師団を夜通し行軍させたが、最後はプラットの店近くで宿営させた。この日の最後の戦闘で負傷したアスボスは度胸を無くしてカーティスに撤退を強要した。カーティス軍はこのときミズーリ州から切り離されていたが、カーティスはそんなことにお構いなく自信を持って翌朝の勝利を予言した。
マカロック師団の多くの連隊や砲兵隊がグリアに率いられ、夜間の行軍でベントンビル迂回路やクロスティンバー・ホローを経由してヴァン・ドーンの所に到着した。ヴァン・ドーンは自分の誤った命令で輜重隊が向きを変えその日の午後と夜の間にキャンプ・スティーブンスに戻ったことに気付いていなかった。翌朝、南軍の予備弾薬は絶望的なくらい遠くにあった。

### 北軍の反撃
3月8日の朝、カーティスは酒場近くにその大砲を集中させ、その供給線を回復させるために反撃を開始した。攻撃を率いたのはカーティスの副指揮官フランツ・シーゲルだった。集中した大砲に騎兵と歩兵の攻撃を組合せ、南軍の前線を押し込み始めた。正午までにヴァン・ドーンは自部隊の弾薬が尽き掛け、輜重隊は何マイルも向こうにあって部隊に再供給するためには間に合わないことを理解した。ヴァン・ドーンは勢力的に上回っていたにも拘わらず、ハンツビル道路を撤退した。

### 2日目
早朝、シーゲルはオスターハウス大佐にエルクホーン西の広い草原を偵察させた。オスターハウスは大砲の陣地として優れた小山を発見しそれをシーゲルに報告した。さらに第1および第2師団は前夜の混乱した径路を辿り直すよりも、単純に電信道路を通ってデイビスの左手に配置することを提案した。シーゲルはこの忠告に同意しその小規模軍団を動かした。
この間にデイビスはイリノイ大隊にその陣地から反対側にある森の中に数回の一斉射撃を命じた。これが南軍の鋭い反応を生んだ。南軍の3個大隊が砲撃を開始し、北軍2個大隊は後退し、デイビスも開けた場所から森の中にその部隊を後退させた。この後南軍が探りを入れたが直ぐに撃退された。
間もなくシーゲルの部隊がデイビス隊の左に長い戦列を布いた。午前8時までにアスボスの小規模師団が最左翼に配置に着き、その隣にオスターハウス、デイビスおよびカーの師団が並んだ。カーティスの前線は概して北を向いていた。これは南北戦争の中でも側面から側面まで一つの連続した前線に全軍が配置されたことでは希な例だった。シーゲルは21門の大砲をエルクホーン西の開けた小山の上に集中させた。シーゲル自らが指揮した北軍の砲兵は対抗する南軍の大砲12門に対して非常に効果的な砲撃を始めた。激しい砲火を浴びた南軍の砲兵が後退すると、ヴァン・ドーンは2個大隊にその場所を確保するよう命じた。新手の大隊の一つが恐怖に捕らわれて逃げ出すと、ヴァン・ドーンはその指揮官を逮捕させた。しかし南軍の指揮官はシーゲルの破壊的な砲撃に対抗することはできなかった。南軍の大砲からの反撃は効果が薄く、戦死した北軍兵はほとんどいなかった。
シーゲルは敵軍の大砲をほとんど無害にして、南軍の歩兵がいる森の中への砲撃を指示した。ビッグ山の麓近くで弾けた砲弾が岩や木の破片の恐ろしい組合せを生み出し、第2ミズーリ旅団をその陣地から追い出した。「これは南北戦争の中でも砲撃が敵陣地を効果的に弱らせ、歩兵襲撃の道を開いたことでは数少ない事例の一つだった。」この砲撃の間に、シーゲルの歩兵隊はジワジワと前進を続けたので、午前9時半までにその師団は右旋回を行い北東を向いた。
この時までにヴァン・ドーンはその予備弾薬が歩けば6時間かかる位置にいる輜重隊にあることに気付いた。ヴァン・ドーンは勝利の望みがないことに苦々しく気付き、ハンツビル道路を通って撤退する決断を下した。この道は酒場からは東に行き続いて南に曲がっていた。プライスもその負傷で指揮不能であり、ヴァン・ドーン軍は混乱の中をハンツビル道路に向かって動き始めた。
午前10時半、シーゲルはその2個師団を攻撃のために前進させた。最左翼ではアスボスの連隊が第2チェロキー騎馬ライフル連隊をビッグ山の地点から追い出した。オスターハウスはリトルの第1ミズーリ旅団の抵抗されていた。間もなくカーティスはデイビスに中央の攻撃を命じた。カーティスは南軍がその右側面を過ぎて撤退しつつあるとは認識しておらず、カーの傷ついた師団をその右手に置いたままだった。
ヴァン・ドーンは午前11時ころに撤退に加わった。正午頃、シーゲル隊の兵士がエルクホーン酒場近くでデイビス隊と落ち合い、大きな「勝利」の雄叫びが交わされた。南軍兵の多くは遮断されてワイア道路を逃亡しクロスティンバー・ホローに入った。そこから歩兵隊はベントンビル迂回路の道を逆に辿った。幾つかの大隊は北東のミズーリ州に入りその後南のオザーク高原を抜けた。混乱していたのでカーティスはヴァン・ドーンがハンツビル道路を逃亡したことを理解できなかった。ヴァン・ドーンがクロスティンバー・ホローを通って撤退したと考え、シーゲルと幾らかの騎兵隊をその方向に追わせた。

### シーゲルの奇妙な放浪
シーゲルはカーティスに追撃を任された部隊の指揮を執る代わりに、その2個師団を集めて北東のミズーリ州キーツビル方向に進んだ。そこの近くでカーティスに輜重隊をそこまで送ってくれるよう依頼した。「私は前進しているので、後退ではない」と困惑したカーティスはその参謀に伝えた。3月9日、シーゲルがやっと戦場に戻り、南軍の主力がミズーリ州を通っては撤退しなかったことを認めた。

## 戦闘の後
北軍の報告ではこの戦いでの戦死者203名、負傷者980名および不明が201名で、合計1,384名の損失となっている。この中で、カーの第4師団は682名を失ったが、ほとんどは1日目の決死の抵抗によるものだった。デイビスの第3師団は344名を失った。アスボスとカーは負傷した。ヴァン・ドーン軍は戦死負傷合わせて800名、200ないし300名の捕虜と報告したが、これはおそらくは少なすぎる数字である。より現実的な推計では、南軍はピーリッジで2,000名の損失を出した。この損失には上級士官が高い比率で含まれている。マカロック、マッキントッシュおよびウィリアム・Y・スラック各将軍は戦死するか致命傷を負った。プライスも負傷した。大佐の中ではエベールが捕虜になり、ベンジャミン・ライブズが致命傷を負った。
ヴァン・ドーン軍主力はその輜重隊と離れたまま、1週間も人口が希な田園を抜けて撤退し、住民から得られるわずかな食料で飢えを凌いだ。最終的にボストン山脈の南で輜重隊と合流した。
南軍はピーリッジでの敗北により、その後2度とミズーリ州を真剣に脅かすことは無くなった。数週間のうちにヴァン・ドーン軍はミシシッピ川を東に越えてテネシー軍と合流することになり、アーカンソー州は事実上無防備になった。
カーティスはこの勝利を得て、東に動きミズーリ州ウェストプレーンズに進んだ。そこから南に転じて無防備の北東アーカンソー州に進んだ。カーティスはリトルロックの占領を望んだが、これは物資が不足して不可能だと分かった。その代わりにホワイト川にほぼ沿った道を辿り、南行を続け7月12日にアーカンソー州ヘレナを占領した。

### 将軍の統率力
カーティスは自信を失わず勢力が劣る自軍の効果的な全体統制を行った。その4個師団の指揮官のうち3人、オスターハウス、デイビス、およびカーも良く仕えた。旅団指揮官としてドッジ、バンデバーおよびグルーセルも功績を残した。3月8日朝のシーゲルの統率力は「優れて」いた。しかし、その他の場合の突飛な挙動と、この勝利に対して自分の功績を主張したことで、シーゲルとカーティスの間に亀裂を生んだ。シーゲルは間もなくバージニア州での指揮に配転された。
一方、ヴァン・ドーンは兵站を無視し、全軍の統率にしくじった。マカロックが戦死し、その師団がバラバラになったとき、ヴァン・ドーンはプライス師団の戦闘の戦術的詳細に捕らわれていた。その素人の参謀は重要なときに輜重隊との連絡が取れず、その他にも多くの誤りを犯した。南軍側の全ての士官の中でヘンリー・リトルが際だった能力を示し、戦闘の終わり頃には「プライス師団の事実上の指揮官」となった。

### 今日の戦場跡
ピーリッジの戦場跡は現在、ピーリッジ国立軍事公園となっている。この公園は南北戦争の戦場の中でも最も保存状態の良い所と言われている。激しい戦闘の舞台となったエルクホーン酒場が再建され当時の位置に今もある。この公園には涙の道の一部2.5マイル (4 km)も含まれている。